# Arctesthes perornata
Arctesthes perornata är en fjärilsart som beskrevs av Walker 1863. Arctesthes perornata ingår i släktet Arctesthes och familjen mätare. Inga underarter finns listade i Catalogue of Life.